# Rodrigo Rebelo
Rodrigo Rebelo (Castelo Branco, séc. XV - Goa, 1511), foi um militar português. Foi capitão da fortaleza de Cananor e capitão de Goa.

## Biografia
Rodrigo Rebelo nasceu na segunda metade do séc. XV. Era filho de Rodrigo Rebelo, fidalgo da casa real e cavaleiro da Ordem de Cristo, e de sua mulher D. Eiria Lopes. 

## Passagem à Índia
Em 1509, com grandes recomendações de D. Manuel I rumou para a India aos comandos da nau Santa Clara na armada que fazia a Carreira da Índia sob o comando do capitão-mor, o marechal do reino D. Fernando Courtinho. 

## Índia

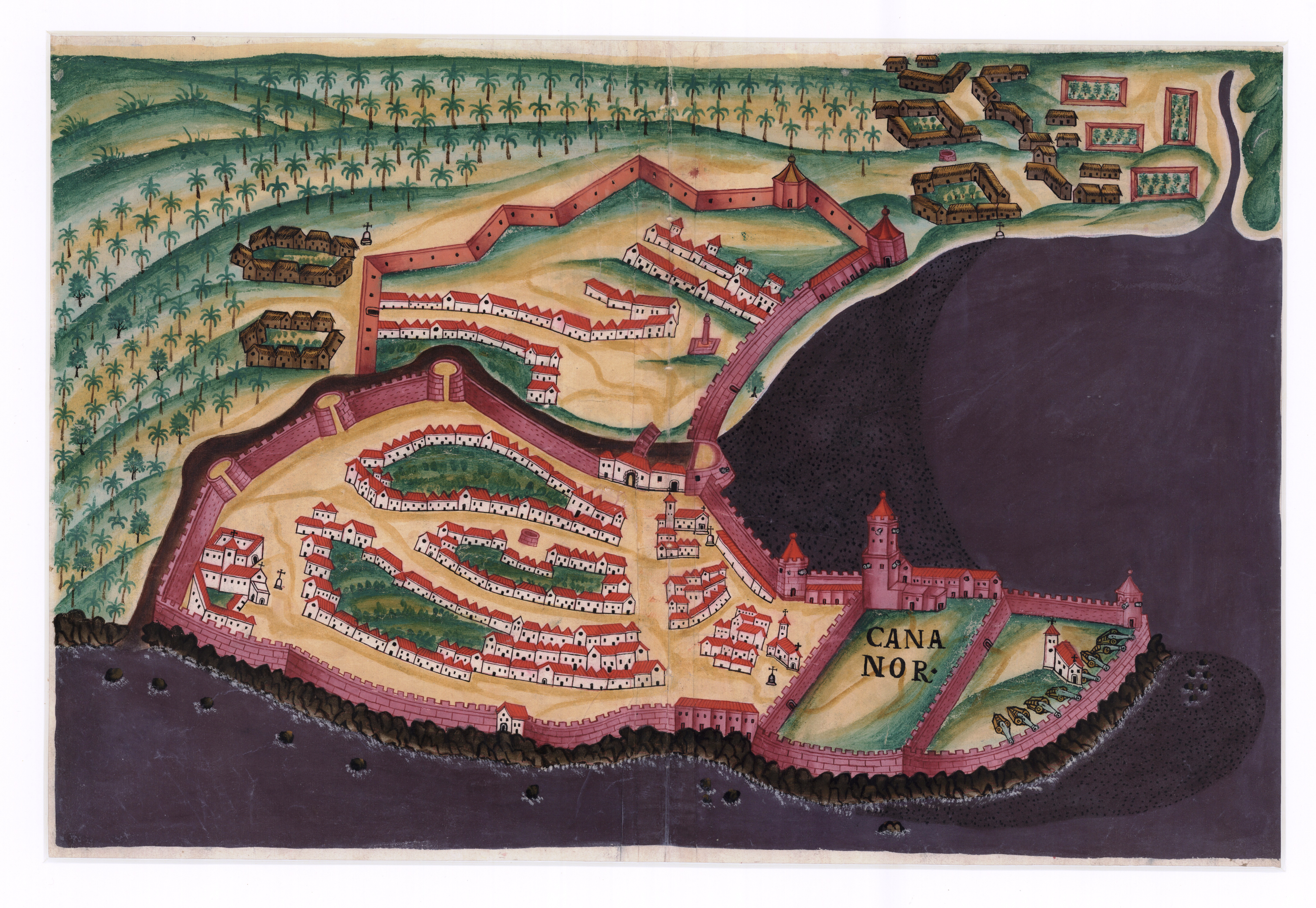
Fortaleza de Santo Ângelo de Cananor (Livro das Plantas das Fortalezas, 1635)

Logo em 1509, num dos seus primeiros actos, Afonso de Albuquerque fez de Rodrigo Rebelo capitão da fortaleza de Cananor . Em 1510, Rodrigo Rebelo deixou a fortaleza de Cananor nas mãos do seu substituto e participou na expedição a Calecute; após a falhada expedição regressou a Cananor. No final de 1510 Goa foi definitivamente conquistada e Rodrigo Rebelo foi chamado para assumir a capitania de cidade.

## Morte
Em 1511, aproveitando a ausência de Afonso de Albuquerque, Hidalcão tentou recuperar a cidade e confiou essa tarefa a Pulatecão. Estando Goa Assediada, Rodrigo Rebelo foi traído por um hindu que Pulatecão havia subornado e, valente mas pouco prudente, ignorando o conselho de Coje-Qui, saíu da fortaleza deparando-se com uma força muito maior do que esperava. Mesmo assim conseguiu uma primeira vitória mas avistou um grupo inimigo e, ignorando um segundo conselho de Coje-Qui, investiu com uma força de apenas 14 cavaleiros contra Pulateção e 80 homens, que logo o cercaram e o mataram às lançadas. Com ele caíram 12 cavaleiros e, no desbarato, os peões indianos passaram-se para o lado dos mouros. Foi substituído no cargo por Diogo Mendes de Vasconcelos

## Legado
Por testamento, de 31 de Dezembro de 1510, Rodrigo Rebelo destinou bens para a construção de um  convento na sua terra natal.